# Tarbet Isle
Tarbet Isle, connu également sous le nom d'Eilean na Tairbeirt, est une île du Loch Lomond, en Écosse. Elle se situe à environ 1 kilomètre au nord-est du hameau de Tarbet (en), en Argyll and Bute.

## Toponymie
Le nom de l'île est composé de Tarbet, dérivé du gaélique écossais  tairbeart « isthme », et de Isle « île ».

## Description
L'île, inhabitée et recouverte d'arbres, mesure 80 mètres de longueur ; son point culminant est à 10 mètres.
Une urne funéraire datant de l'Âge de fer a été découverte dans l'île.